# Juan Carreño de Miranda
Juan Carreño de Miranda [wym. Huan Karreńo de Miranda] (ur. 25 marca 1614 w Avilés w prow. Asturia, zm. 3 października 1685 w Madrycie) – hiszpański malarz okresu baroku. 

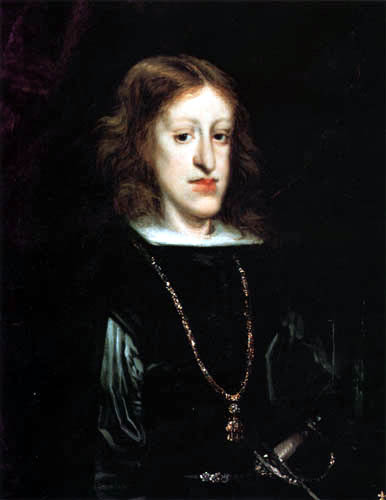
Portret Karola II (1685)

Był uczniem Pedra de Las Cuevas i Bartolomé Romana w Madrycie. W 1669 został mianowany malarzem królewskim (pintor de cámara), a w 1671, po śmierci Sebastiana Herrery Barnuevo (ok. 1619-1671) – nadwornym malarzem. Jego obrazy namalowane dla klasztoru Doñi Marii de Aragón i kościoła El Rosario zwróciły uwagę Velazqueza. Dzięki jego protekcji został przyjęty na dwór królewski. W 1655 wykonał dekorację Sali Lustrzanej w madryckim Alkazarze (malowidła o tematyce mitologicznej uległy zniszczeniu w pożarze w 1734). Po pożarze Escorialu w 1671 nadzorował jego odbudowę. Kilka jego fresków zachowało się w katedrze w Toledo. 
Malował obrazy religijne, ale przede wszystkim portrety dworskie, pozostając pod silnym wpływem Velazqueza i van Dycka. Portretował króla Karola II (wielokrotnie), jego matkę, członków dworu oraz karłów i błaznów. 
Odmówił przyjęcia tytułu szlacheckiego Zakonu Santiago twierdząc, że "malarstwo nie potrzebuje zaszczytów".
Jego uczniami byli m.in. Mateo Cerezo (1637-1666), Juan Martín Cabezalero (1633–1673) i Josef de Ledesma (1630–1670). 

## Wybrane dzieła

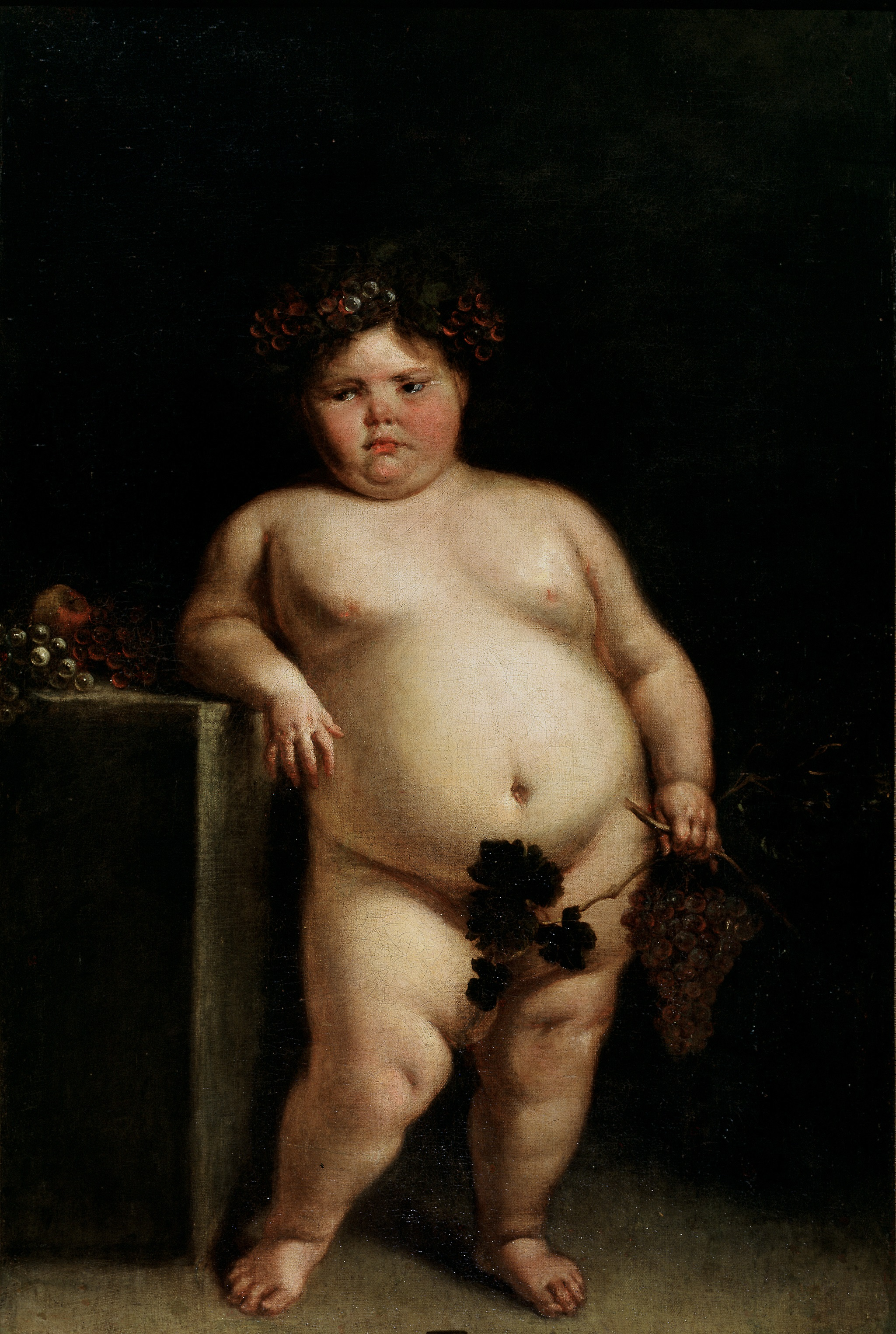
Naga grubaska – Eugenia Martínez Vallejo (ok. 1680), Prado

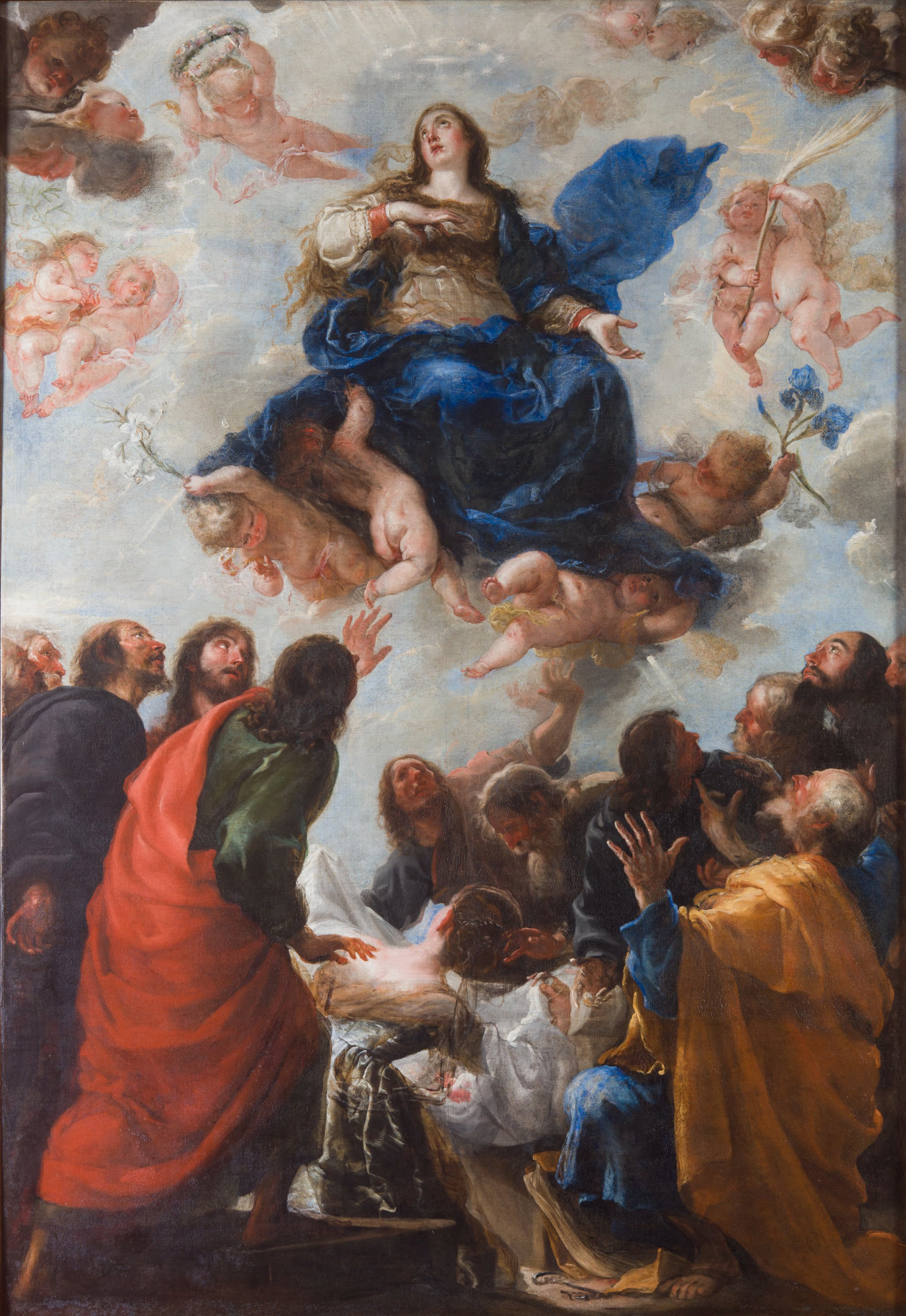
Wniebowzięcie Marii (1660-70), Galeria Malarstwa i Rzeźby Muzeum Narodowego w Poznaniu

- Błazen Francisco Bazán  1684-85, 200 x 101 cm, Prado, Madryt
- Chrzest Chrystusa -  ok. 1680, 60 x 50 cm, Ermitaż, Sankt Petersburg
- Św. Antoni Padewski z Dzieciątkiem Jezus -  ok. 1669, 163 x 119 cm, Gemäldegalerie, Berlin
- Św. Antoni Padweski adorujący Dzieciątko Jezus -  138 x 105 cm, Museo de Santa Cruz, Toledo
- Karol II –  ok. 1675, 201 x 141 cm, Prado, Madryt
- Karol II -  1685, 75 x 60 cm, Prado, Madryt
- Karol II -  ok. 1685, 145 x 105 cm, Kunsthistorisches Museum, Wiedeń
- Karol II -  1650, 78 x 65 cm, Fine Arts Museums of San Francisco
- Karol II w wieku 10 lat -  217 x 155 cm, Prado, Madryt
- Karol II w wieku 10 lat -  1673-85, 212 x 136 cm,  Musée des Beaux-Arts de Valenciennes
- Król Karol II jako chłopiec -  1673, 205 x 142 cm, Gemäldegalerie, Berlin
- Królowa Marianna Austriaczka -  1669, 211 x 125 cm, Prado, Madryt
- Książę Pastrana -  1666-70, 217 x 155 cm, Prado, Madryt
- Magdalena pokutująca -  162 x 124 cm, Muzeum Sztuk Pięknych w Asturii
- Męczeństwo franciszkanów w Japonii -  104 x 140 cm, Museo de Santa Cruz, Toledo
- Naga grubaska (Eugenia Martinez Vallejo naga) -  1680, 165 x 108 cm, Prado, Madryt
- Niepokalane Poczęcie -  1670, Hispanic Society of America, Nowy Jork
- Portret Eugenii Martínez Vallejo, zwanej Grubaśnicą -  165 x 107 cm, Prado, Madryt
- Portret karła Michola -  ok. 1680, 140 × 102 cm, Meadows Museum, Dallas
- Portret kobiety - 3. ćwierć XVII w, 208,5 x 115,5 cm, Zamek Królewski na Wawelu, Kraków
- Portret konny Karola II w dzieciństwie -  ok. 1670, 203 x 142 cm, Ermitaż, Sankt Petersburg
- Portret mężczyzny -  ok. 1680, 76 x 52 cm, Ermitaż, Sankt Petersburg
- Portret rosyjskiego ambasadora Piotra Iwanowicza Potiomkina -  1681, 204 x 120 cm, Prado, Madryt
- Powołanie zakonu trynitarzy -  1666, 315 x 220 cm, Luwr, Paryż
- Św. Anna ucząca Marię czytać -  1674-78, 196 x 168 cm, Prado, Madryt
- Św. Damian -  1665-70, 110 x 83 cm, Ermitaż, Sankt Petersburg
- Św. Jakub w bitwie pod Clavijo -  1660, 231 x 168 cm, Muzeum Sztuk Pięknych w Budapeszcie
- Św. Sebastian -  1656, 171 x 113 cm, Prado, Madryt
- Św. Sebastian -  1665, 76 x 64 cm, Rijksmuseum, Amsterdam
- Uczta Baltazara -  1650-70, 173 x 328 cm, Bowes Museum, Barnard Castle
- Uczta Heroda -  1656, 80 x 53 cm, Prado, Madryt
- Wniebowzięcie Marii -  ok. 1657, 167 x 125 cm, Muzeum Sztuk Pięknych w Bilbao
- Wniebowzięcie Marii -  1660-70, 320 × 225 cm, Galeria Malarstwa i Rzeźby Muzeum Narodowego w Poznaniu